# Raplamaa
Raplamaa (även Rapla maakond) är ett landskap i Estland med en yta på 2 980 km² och 34 085 invånare (2017). Residensstad är Rapla (äldre svenska och tyska Rappel). Bland områdets naturresurser märks kalksten, dolomit, torv och lera.
Raplamaa ligger i västra Estland, i dess inland och 30 km söder om huvudstaden Tallinn. Det angränsar i väster till Läänemaa, i norr till Harjumaa, i öster till Järvamaa och i söder till Pärnumaa.
2017 minskades landskapet då området motsvarande den tidigare kommunen Käru tillfördes landskapet Järvamaa som en följd av en kommunsammanslagning.

## Kommuner

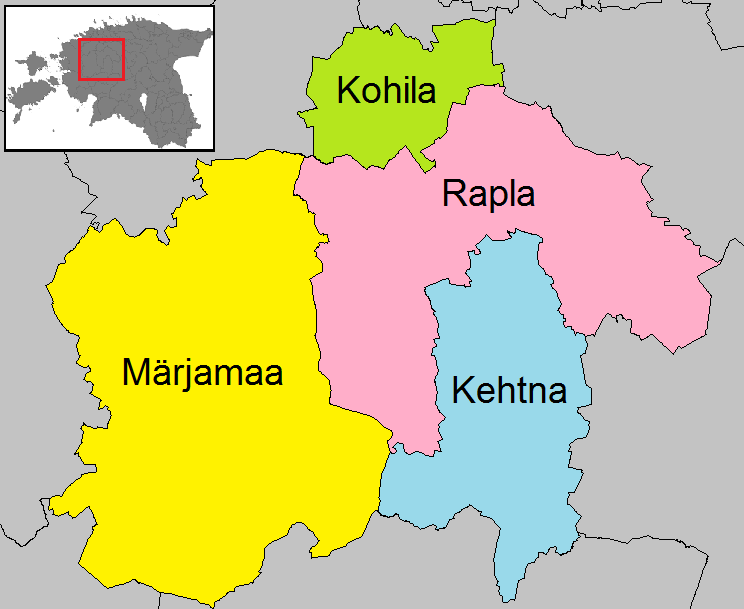
Kommuner i landskapet Raplamaa.

Landskapet är sedan 2017 indelat i fyra kommuner.
- Kehtna (inkluderar köpingen Järvakandi)
- Kohila (inkluderar köpingen Kohila)
- Märjamaa (inkluderar köpingen Märjamaa)
- Rapla (inkluderar staden Rapla)

## Tidigare kommuner

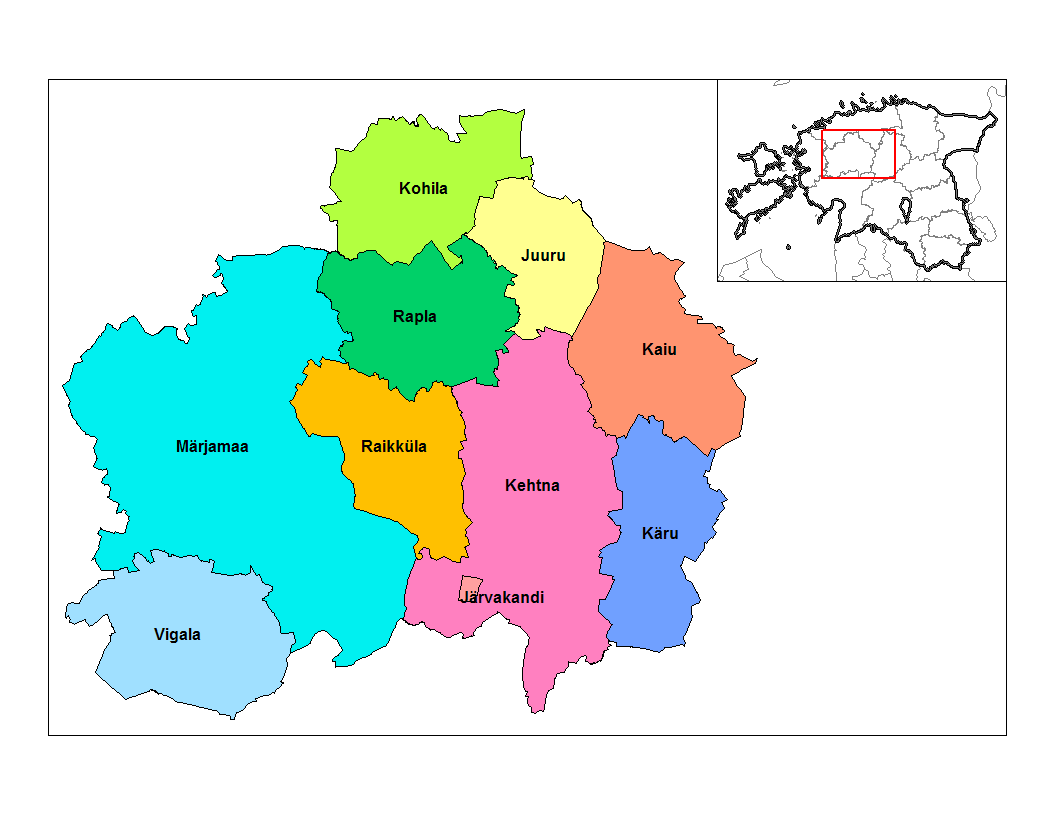
Kommunindelningen i landskapet Raplamaa 2002-2017.

Landskapet har tidigare varit indelat i 14 kommuner, varav en stadskommun och tre köpingskommuner.

### Stadskommuner
- Rapla

### Köpingskommuner
- Järvakandi
- Kohila
- Märjamaa

### Landskommuner
- Juuru
- Kaiu
- Kehtna
- Kohila
- Käru
- Loodna
- Märjamaa
- Raikküla
- Rapla
- Vigala

### Administrativ historik
- 2002 uppgick Rapla stad i Rapla kommun.
- 2002 uppgick Kohila köping i Kohila kommun.
- 2002 uppgick Märjamaa köping samt Loodna kommun i Märjamaa kommun.
- 2017 uppgick Järvakandi köping i Kehtna kommun.
- 2017 uppgick Vigala kommun samt en del av Raikküla kommun i Märjamaa kommun.
- 2017 uppgick Juuru kommun, Kaiu kommun samt den återstående delen av Raikküla kommun i Rapla kommun.
- 2017 uppgick Käru kommun i Türi kommun, samtidigt som området tillfördes landskapet Järvamaa.

## Orter
Efter gränsjusteringar som följd av kommunreformen 2017 finns det i landskapet Raplamaa en stad, tre köpingar, 13 småköpingar samt 259 byar.

### Städer
- Rapla

### Köpingar
- Järvakandi
- Kohila
- Märjamaa

### Småköpingar
- Aespa
- Alu
- Eidapere
- Hageri
- Hagudi
- Juuru
- Kaerepere
- Kaiu
- Keava
- Kehtna
- Kuusiku
- Lelle
- Prillimäe

## Galleri

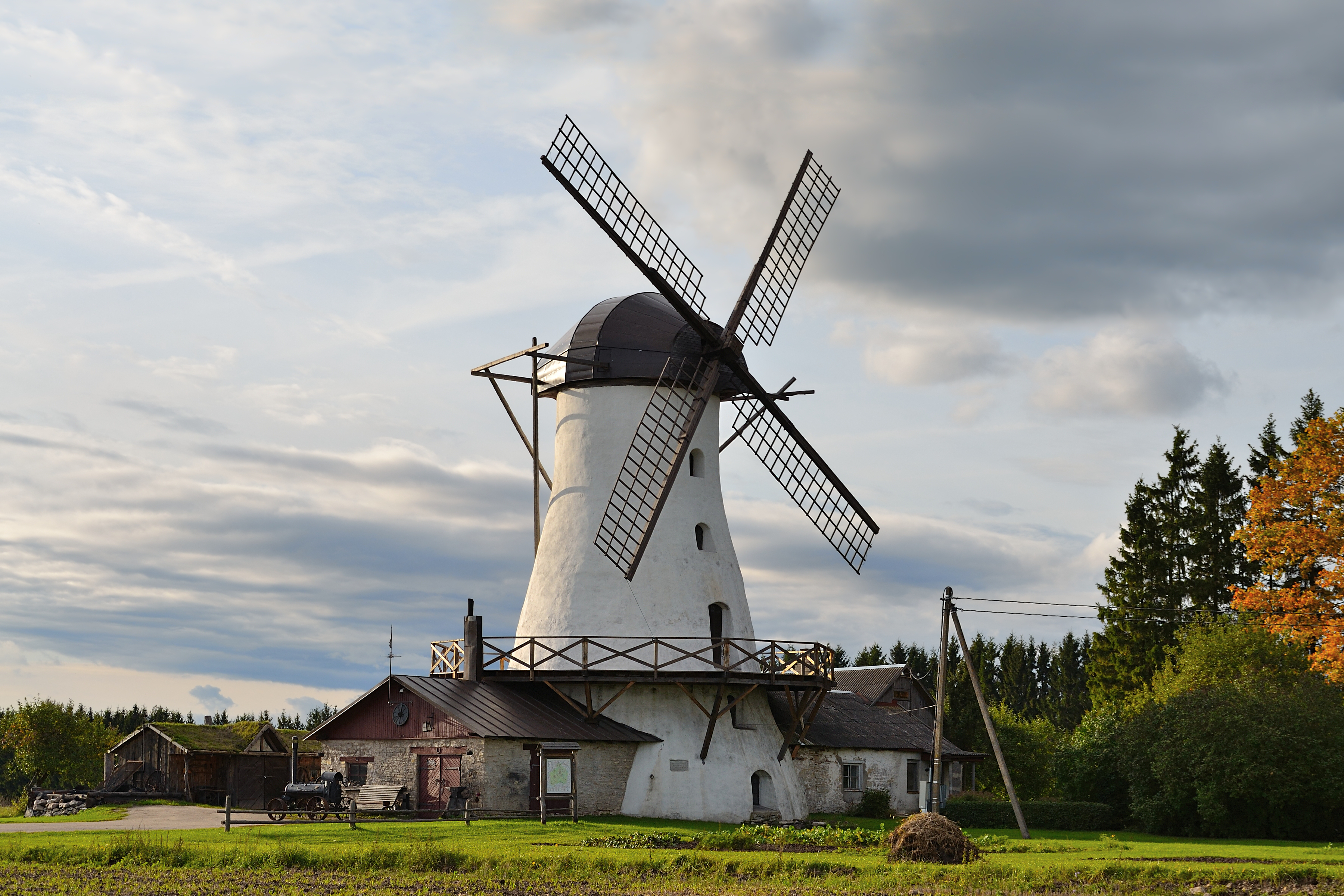
Valtu herrgårds väderkvarn.
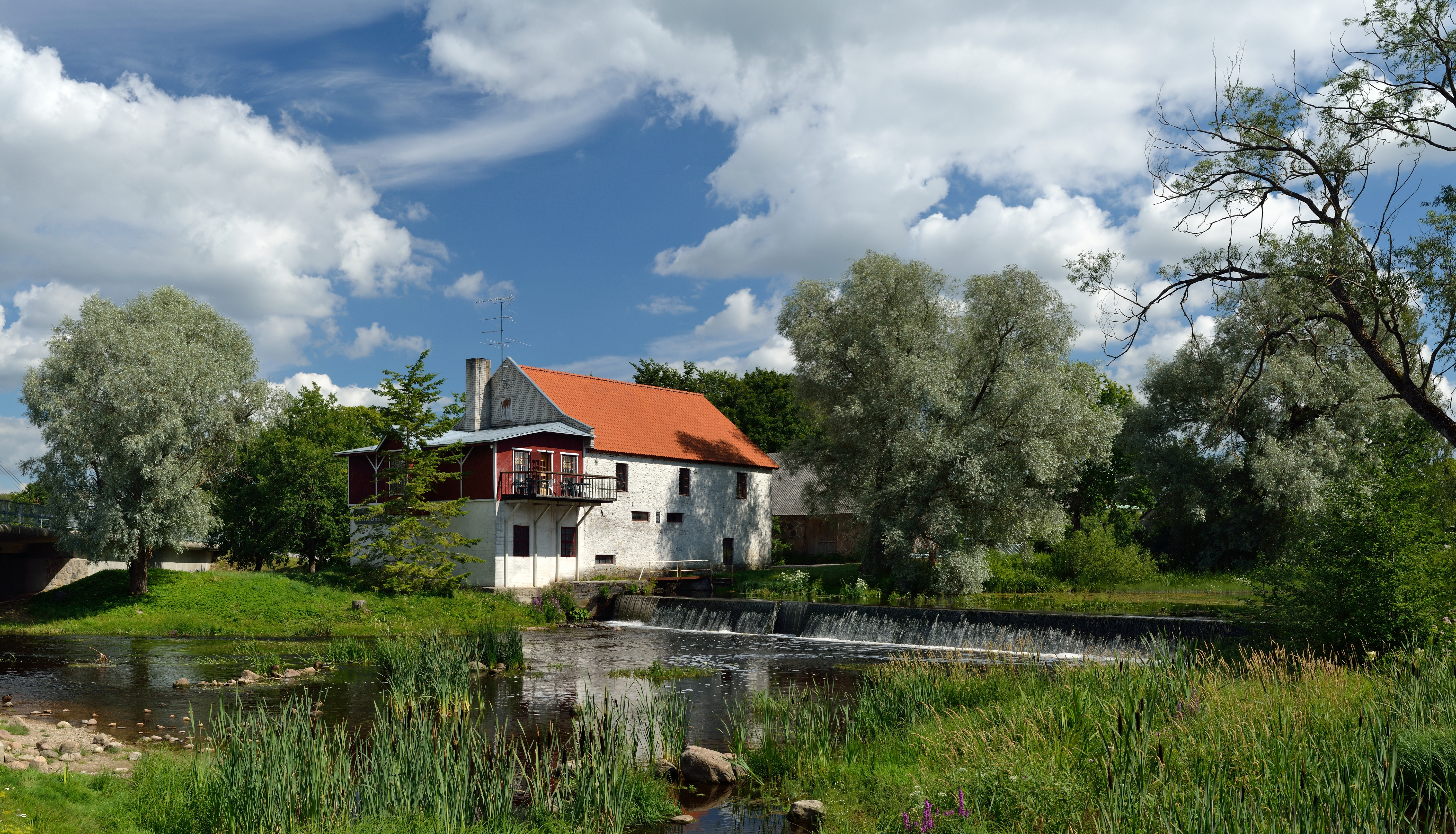
Kohila vattenkvarn och damm vid Keila jõgi.
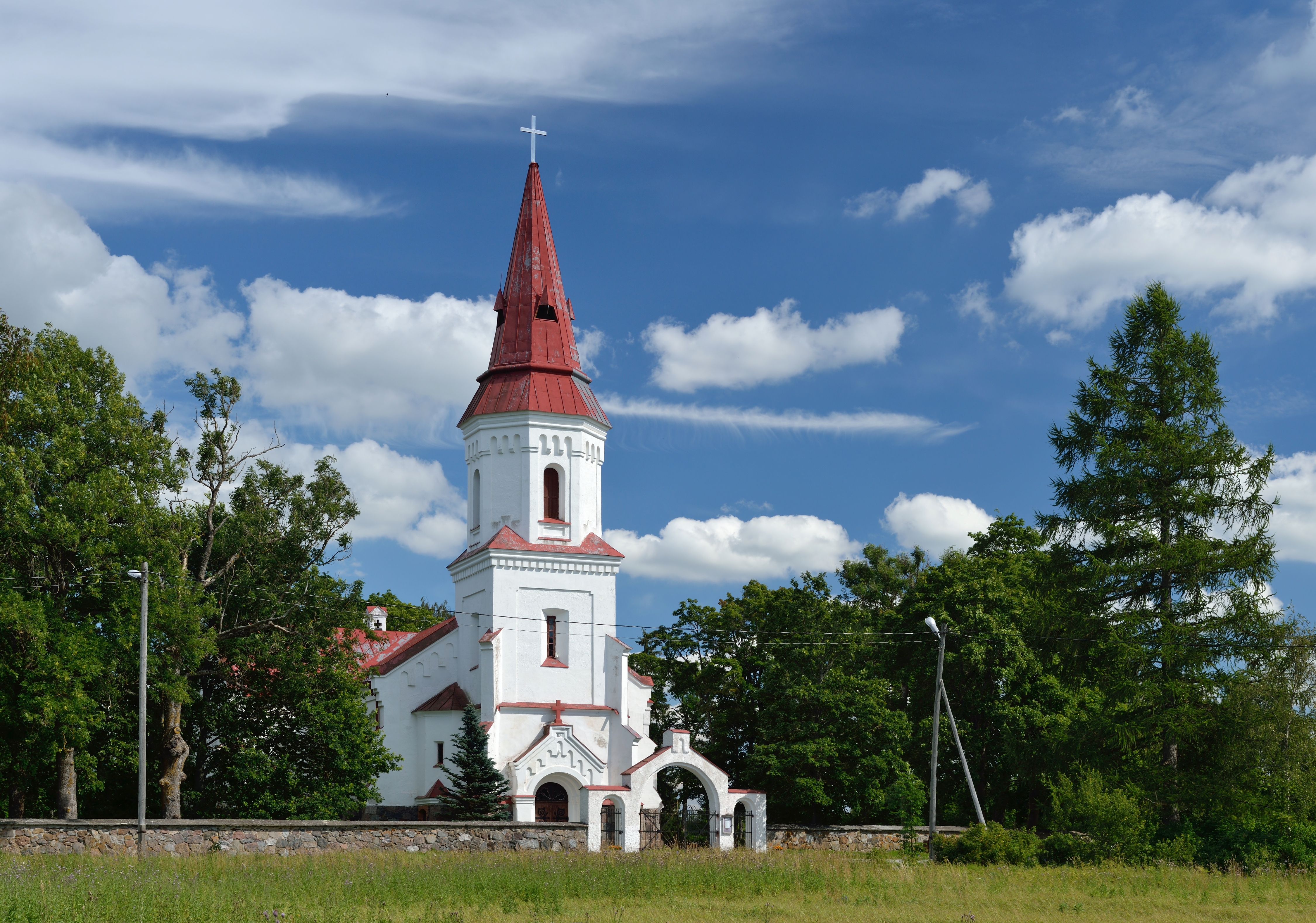
Hageri kyrka.
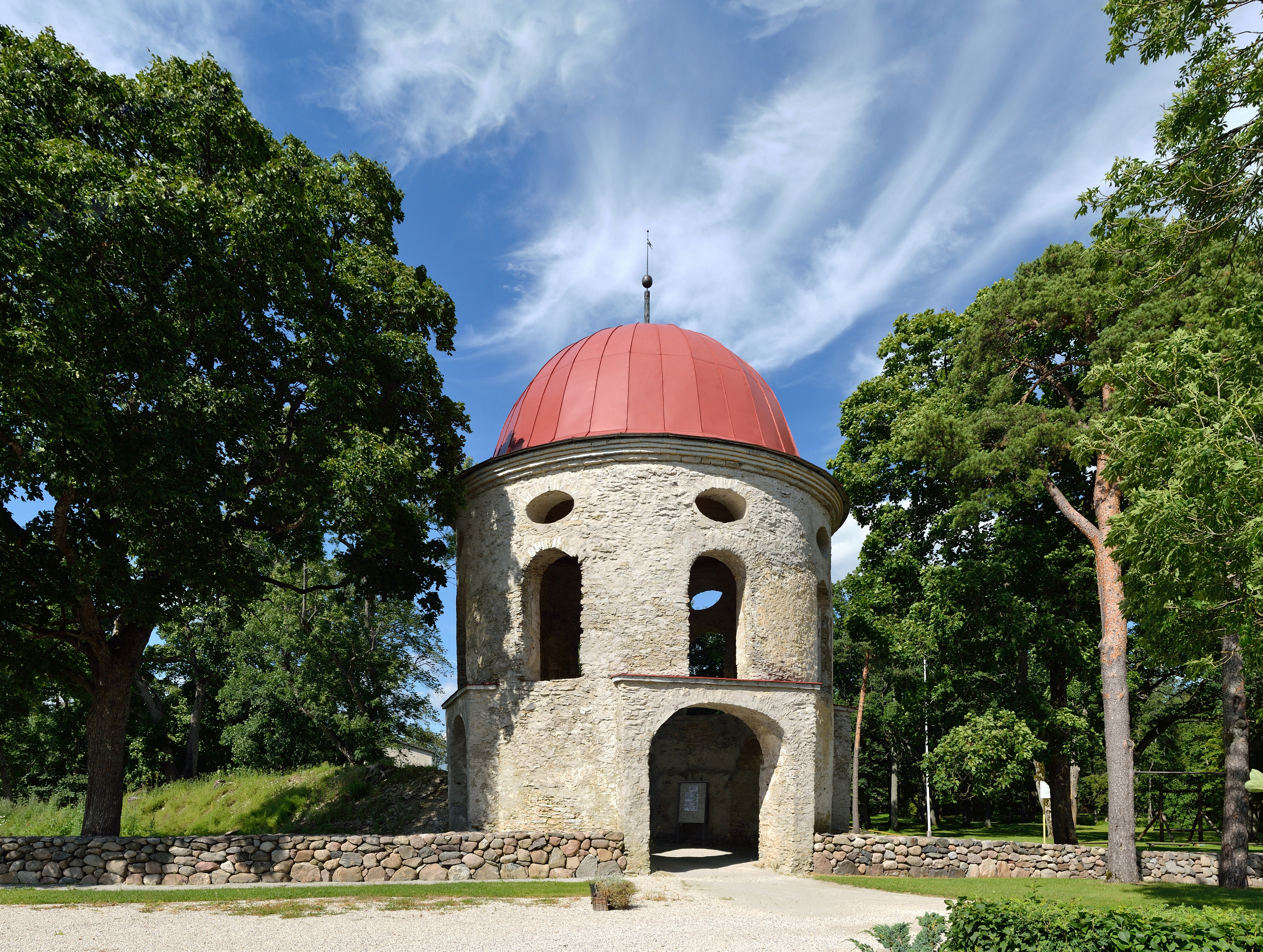
Sutlema herrgårds grindtorn.
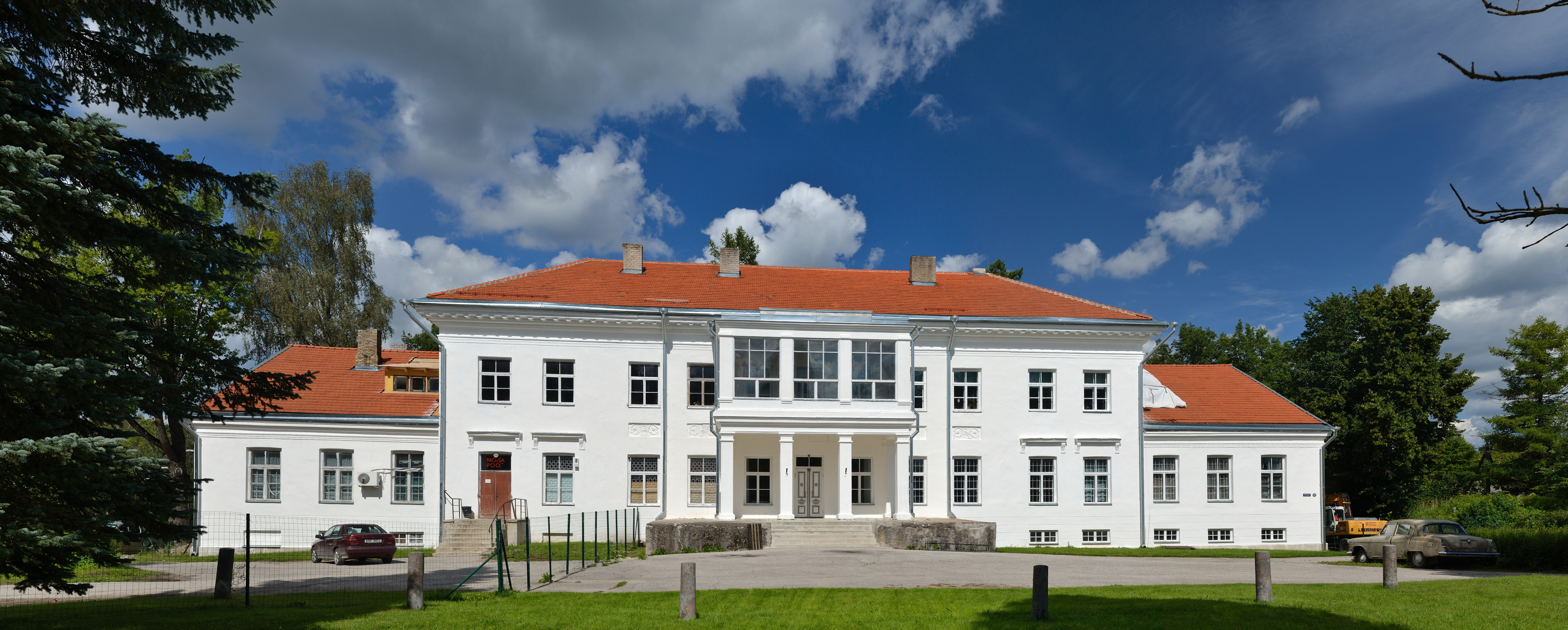
Kohila herrgård.
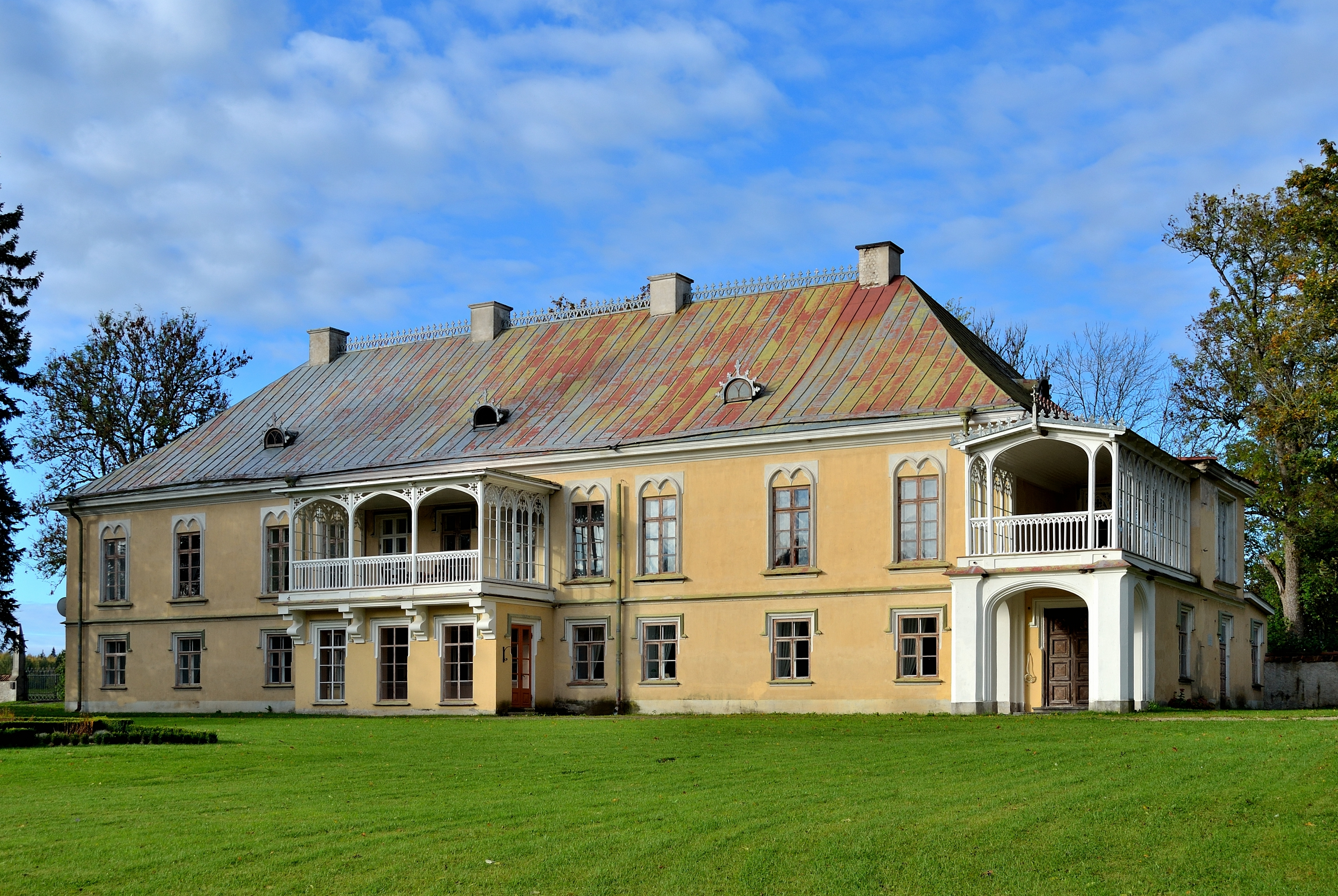
Lohu herrgård.
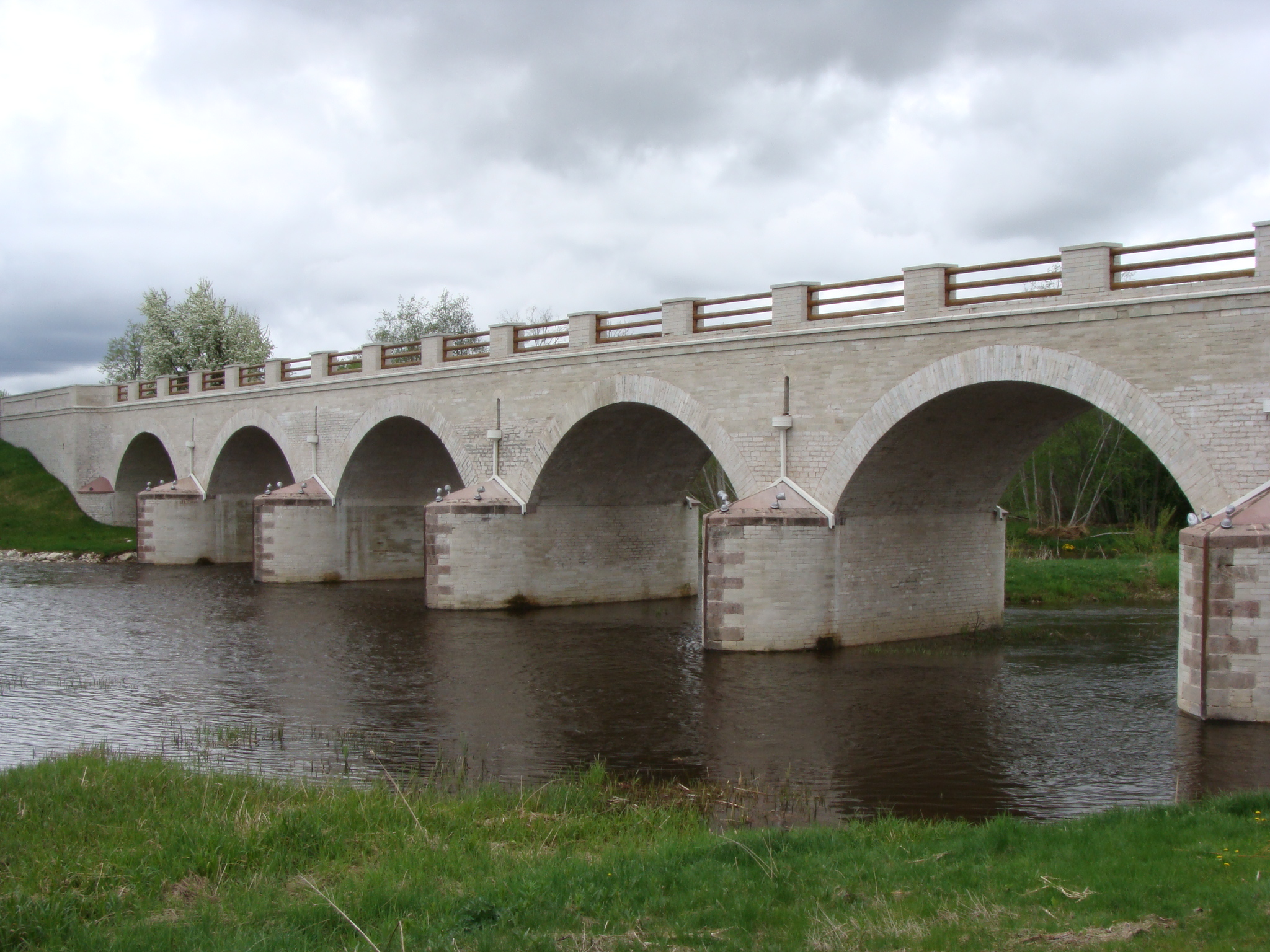
Konuvere stenbro över Vigala jõgi.